# 2 + 2 = 5

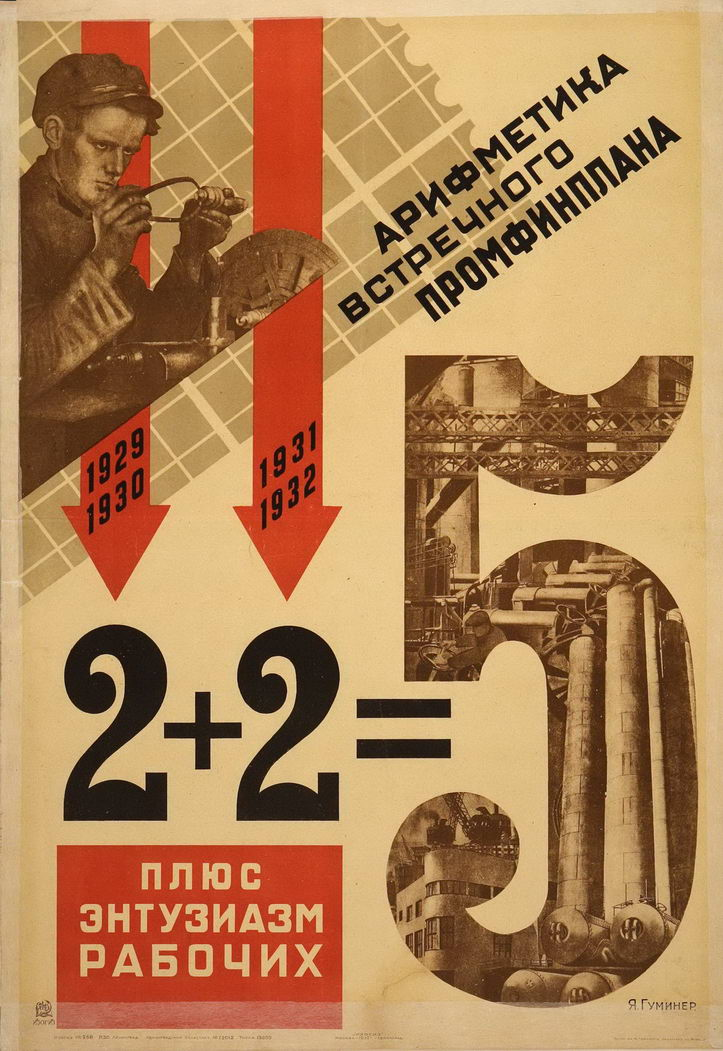
ソビエト連邦の五カ年計画のポスター。「2 + 2 = 5」という表現が使われている。

2 + 2 = 5（2たす2は5）は、非論理的な表現をするために、特に論理的理論と矛盾する理論的な記述を置き換えるための例えとして使用されることがある。
ジョージ・オーウェルのディストピア小説『1984年』によって知られる（第1部、第7章）。「2+2=5」は、数学的に正しい「2+2=4」とは対照的である。
主人公ウィンストン・スミスは、「結局、党が2+2=5というとき、それを信じなければならない」ことに疑問を抱いている。ジョージ・オーウェルはウィンストンにこういわせている。「いわゆる自由とは、2+2=4と言う自由である。これを認めると、他の自由もまた、認めることになる。」 
小説の後半で、ウィンストンは「2 + 2 = 5」が事実であると二重思考をするようになる。
また、上記小説とは無関係であるが右画像のようにソ連の五ヵ年計画のポスターでこのフレーズが使用され、計画の早期達成を扇動するポスターが作成された。